# グリナラ・カリモヴァ

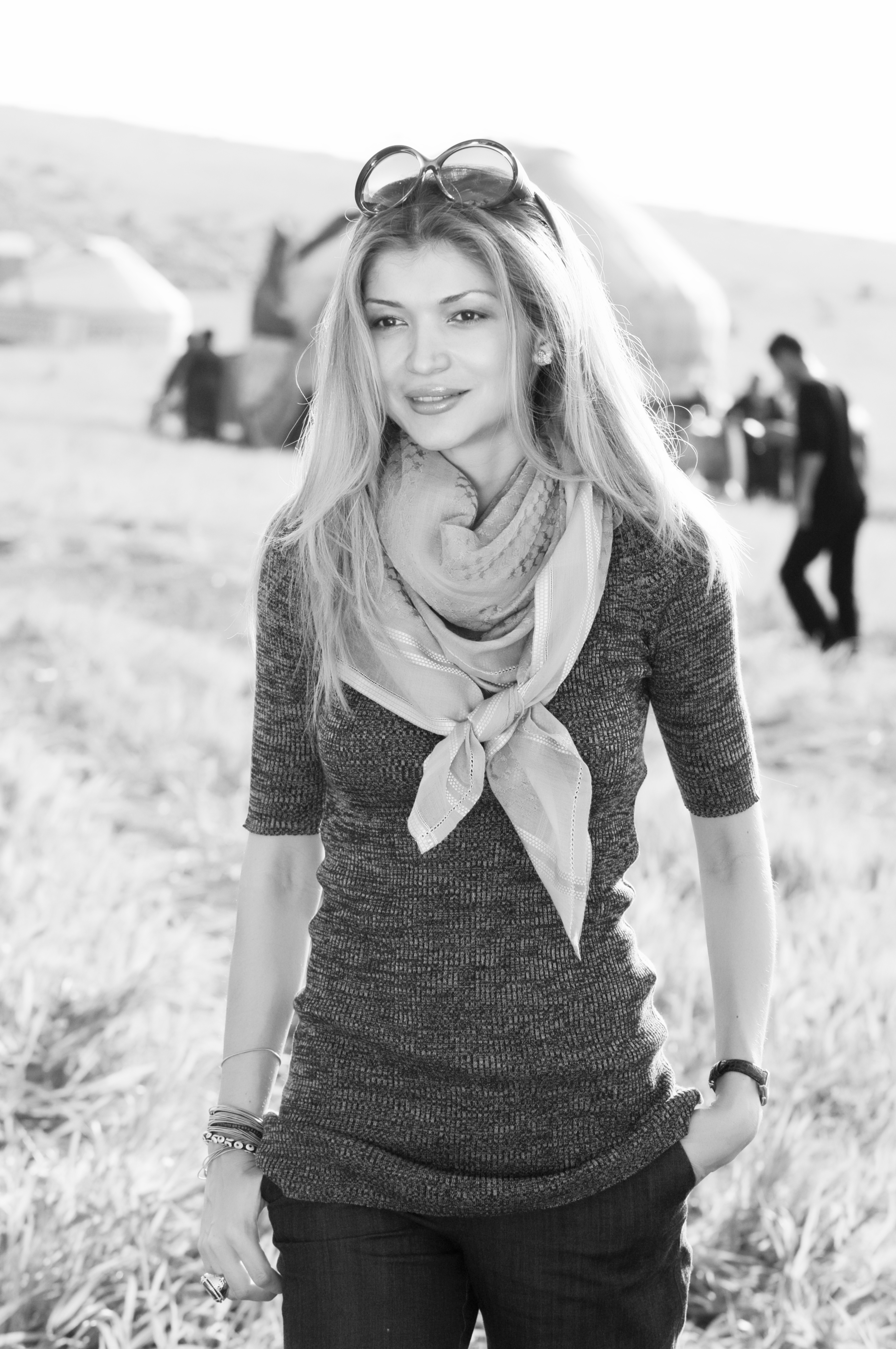
Gulnora Karimova - 2009年

グリナラ・イスラモヴナ・カリモヴァ （Gulnora Islomovna Karimova、露: Гульнара Исламовна Каримова、1972年7月8日 - ）は、タシュケント出身のウズベキスタンの政治家、実業家。文化問題担当外務次官。イスラム・カリモフ元大統領の長女。政治科学準博士。

## 経歴
1992年、タシュケントのミルゾ・ウルグベク名称ウズベキスタン国立大学国際関係学部を卒業。学生時代、民間会社で通訳としてアルバイト。
1992年～1997年、当時の夫であるマンスール・マクシディと共にニューヨークで暮らし、宝石装飾デザイナーの勉強をし、ダイヤとサファイアの指輪の製作に興味を持った。
1997年、外務省附属世界経済外交大学の先任講師となり、アメリカのハーバード大学で学ぶ。1997年7月～2003年9月、政治問題担当外務相顧問。2003年9月～2005年末、駐露大使館の参事官・公使。
2004年3月、「ウズベキスタン文化・芸術フォーラム」財団の協同創設者となる。2005年から政治研究センター長。
2008年2月1日、文化問題担当外務次官。同年9月17日から、駐国連・在ジュネーブ国際組織ウズベキスタン共和国常任代表。
汚職で父と対立し、2014年2月以降は軟禁状況に置かれていた。
2019年3月から収賄の罪で収監され現在服役中。同年6月23日、シャフカト・ミルジヨエフ大統領に対し、娘のインスタグラムを通じて「国家の利益のため12億ドル（日本円で1300億円相当）を国庫に提供したので釈放して欲しい」と訴えた。
2020年2月、スイスの銀行にある約760億円の資産を政府へ渡す代わりとして刑事責任追及の停止をミルジヨエフ大統領に求める書簡を公開した。しかし同年3月、恐喝や資金洗浄などの罪で有罪になり、さらに13年の刑を受けた。

## パーソナル
1992年～2001年、マンスル・マクスジと結婚生活を送る。1男（イスラム）1女（イマン）を儲けた。
2002年6月29日、グリナラ名義で、モスクワの総面積420平方mの3階建て、5部屋の邸宅を購入した。
フィナンシャル・タイムズの情報によれば、2003年6月10日、ニュージャージー州最高裁判所は、グリナラの逮捕と訴訟費用320万ドルの支払いを命じる決定を下した。